# ریان بن شبیب
ریان بن شبیب که به ابن شبیب و خال المتعصم شهره‌است، از جمله اصحاب علی بن موسی الرضا و محمد تقی است که علاوه بر جایگاه اجتماعی (به جهت قرابت فامیلی با مأمون و معتصم) نزد علماء علم رجال نیز مورد توجه قرار گرفته‌است. ریان در شهر قم اقامت داشته‌است و در آنجا به نقل حدیث مشغول بوده‌است. کشی و حلی وی را توثیق کرده‌اند و از اصحاب علی بن موسی گزارش نموده‌اند. با این وجود روایت از لحاظ سندی، یا تحت دایره روایت صحیح قرار می‌گیرد، یا آنکه باید آن را حسن دانست. به هر ترتیب، اعتبار روایت، ثابت شده می‌باشد. اما در اینکه حسن یا صحیح باشد اختلاف است. در این خصوص محمدتقی مجلسی این روایت را حسن ولی همانند صحیح دانسته‌است.

## حدیث یابن شبیب
روایت ریان بن شبیب، مشهورترین روایت منقول شده از وی است که توسط شیخ صدوق در عیون اخبار الرضا و آمالی او نقل گردیده‌است. همچنین شیخ حر عاملی و سید بن طاووس نیز این روایت را گزارش کرده‌اند. شیخ صدوق روایت را با سلسله سند «محمد بن علی ماجیلویه، عن علی بن ابراهیم، عن ابیه، عن الریان بن شبیب عن علی بن موسی الرضا» نقل می‌کند. شیخ صدوق خود به عنوان نقل کننده اول روایت، از موثقین علم رجال نزد شیعه و سنی بوده‌است و دو کتاب از کتب اربعه شیعه، از تألیفات اوست. «محمد بن علی ماجیلویه» که صدوق از وی نقل روایت‌های بسیاری داشته‌است، با وجود نداشتن تصریح در توثیق اما نزد رجالی‌های شیعه همچون سید ابوالقاسم خویی، مورد توثیق قرار گرفته‌است. علت توثیق وی، کثیرالنقل بودن نزد شیخ صدوق بیان شده‌است. «علی بن ابراهیم» دیگر راوی سلسله سند است که توسط نجاشی، حلی و خویی مورد توثیق قرار گرفته‌است. «ابراهیم بن هاشم» نیز از اصحاب علی بن موسی الرضا گزارش شده و برخی منابع رجالی به جهت نداشتن تصریح در توثیق وی، روایاتش را حسن دانسته‌اند. با این وجود سید بن طاووس وی را به اجماع و حلی، بحرالعلوم و ابن قولویه، بدون ذکر اجماع، او را ثقه دانسته‌است.